# LEDS-150
LEDS-150 — (англ.) Land Electronic Defence System, комплекс (система) активной защиты боевых бронированных машин.
LEDS 150 производства фирмы Saab Avitronics состоит из трёх основных элементов.
РЛС для обнаружения и идентификации направленных на танк ПТУР и реактивных гранат, которые приводят в действие пусковые установки, выбрасывающие навстречу боеприпасы-перехватчики, поражающие боевую часть прежде, чем она нанесёт удар.
Схема действия — специальный датчик определяет, откуда ведётся огонь, затем бортовой компьютер вычисляет траекторию полёта противотанкового боеприпаса и дает команду устройству, которое уничтожает его на подлёте.
LEDS 150 может устанавливаться на лёгкое шасси и подрывает противотанковый боеприпас на расстоянии от 5 до 15 м.
LEDS 150 может поражать не только ракеты, но также и осколочно-фугасные и аналогичные снаряды танковой пушки.
Система способна обнаруживать как одиночные, так и несколько боеприпасов, рассчитывает их траекторию и автоматически вырабатывает команды для их уничтожения. LEDS-150 оснащен ракетами типа Mongoose-1 («Мангуста-1»).
По результатам испытаний в Индии была выбрана шведская система активной защиты LEDS-150. Контракт с фирмой был подписан в феврале 2009 г. В конкурсе на оснащение 987 танков Т-90С+ и Т-90М участвовали шесть производителей оборудования такого назначения.
Комплекс адаптирован для установки на БТР MOWAG Piranha.